# NHL Winter Classic 2015
L'NHL Winter Classic 2015, conosciuta per motivi di sponsorizzazione come Bridgestone Winter Classic, è stata la settima edizione dell'NHL Winter Classic, partita a cadenza annuale di hockey su ghiaccio all'aperto organizzata della National Hockey League (NHL). Svoltasi il 1º gennaio 2015 al Nationals Park di Washington, nel District of Columbia, la partita valevole per la regular season vide affrontarsi i Washington Capitals, padroni di casa, ed i Chicago Blackhawks. Entrambe le formazioni avevano già disputato in passato un'edizione del Winter Classic, i Capitals nel 2011 contro i Pittsburgh Penguins mentre i Blackhawks nel 2009 contro i Detroit Red Wings. I Washington Capitals superarono i Chicago Blackhawks con il punteggio di 3-2, e per la prima volta dal 2010 tornò a vincere la formazione ospitante.

## Organizzazione

### Candidature
Il commissioner della NHL Gary Bettman poco prima dell'inizio delle finali della Stanley Cup 2010 a Chicago promise ai Capitals l'organizzazione di un'edizione del Winter Classic entro tre anni. Tuttavia l'NHL Winter Classic 2013 fu posticipato di un anno a causa del lockout che costrinse a cancellare metà della stagione regolare 2012-2013, e per questo motivo i Capitals dovettero attendere almeno fino al 2015 prima di poter ospitare ufficialmente il Winter Classic.

### Scelta della sede
Nell'area metropolitana di Baltimora e Washington erano state proposte numerose struttura adatte ad ospitare una partita all'aperto secondo i criteri per il Winter Classic: due di esse a Washington, il RFK Stadium e il Nationals Park, il FedExField a Landover nel Maryland così come l'Oriole Park at Camden Yards di Baltimora. La volontà da parte degli organizzatori di ospitare l'evento all'interno della città e i servizi offerti rispetto agli altri stadi fece propendere la scelta sul Nationals Park.
Il 10 settembre 2014 la NHL confermò ufficialmente la scelta del Nationals Park, stadio casalingo dei Washington Nationals, formazione della Major League Baseball.

### Scelta dell'avversario
Il 20 giugno 2014, nove mesi dopo l'annuncio della scelta dei Capitals come formazione casalinga i media riportarono la notizia della scelta dei Chicago Blackhawks come possibili avversari, tuttavia la NHL non poté confermare subito la notizia poiché il calendario della stagione 2014-15 fu reso noto solo due giorni più tardi.

## Partita

### Referto della partita
| Arbitri: | Kelly Sutherland François St. Laurent |

| |            | |
| (D. Keith, P. Kane) P. Sharp 13:36 (J. Toews, M. Hossa) B. Saad 23:15 | Marcatori  | 07:01 E. Fehr 11:58 A. Ovečkin (M. Green, J. Hillen) 59:47 T. Brouwer (A. Ovečkin, M. Green) |
| D. Carcillo - Eccessiva durezza - 05:41 - 2min B. Bickell - Bastone alto - 17:41 - 2min A. Shaw - Sgambetto - 48:21 - 2min J. Toews - Aggancio - 58:47 - 2min B. Saad - Colpo col bastone - 59:47 - 2min | Penalità   | 2min - 05:41 - Eccessiva durezza - T. Wilson 2min - 13:29 - Trattenuta - N. Bäckstrom 2min - 18:33 - Carica alla balaustra - T. Brouwer 2min - 23:57 - Trattenuta - J. Chimera 2min - 29:18 - Ostruzione sul portiere - T. Wilson 2min - 29:47 - Bastone alto - J. Carlson 2min - 56:49 - Carica alla balaustra - M. Niskanen |
| 50 - P - Corey Crawford 2 - D - Duncan Keith (A) 4 - D - Niklas Hjalmarsson 5 - D - David Rundblad 7 - D - Brent Seabrook 10 - AS - Patrick Sharp (A) 13 - AS - Daniel Carcillo 16 - C - Marcus Krüger 19 - C - Jonathan Toews (C) 20 - AS - Brandon Saad 23 - AD - Kris Versteeg 27 - D - Johnny Oduya 28 - AD - Ben Smith 29 - AS - Bryan Bickell 31 - P - Antti Raanta 32 - D - Michal Rozsíval 65 - C - Andrew Shaw 81 - AD - Marián Hossa 88 - AD - Patrick Kane 91 - C - Brad Richards | Formazioni | Braden Holtby - P - 70 Matt Niskanen - D - 2 Aleksandr Ovečkin (C) - AS - 8 Eric Fehr - AD - 16 Nicklas Bäckström (A) - C - 19 Troy Brouwer - AD - 20 Brooks Laich - C - 21 Jason Chimera - AS - 25 Karl Alzner - D - 27 Justin Peters - P - 35 Jack Hillen - D - 38 Joel Ward - AD - 42 Tom Wilson - AD - 43 Brooks Orpik (A) - D - 44 Michael Latta - C - 46 Mike Green - D - 52 John Carlson - D - 74 Jay Beagle - C - 83 Marcus Johansson - AS - 90 Evgenij Kuznecov - C - 92 |
| Joel Quenneville | Allenatori | Barry Trotz |

### Giocatori non schierati

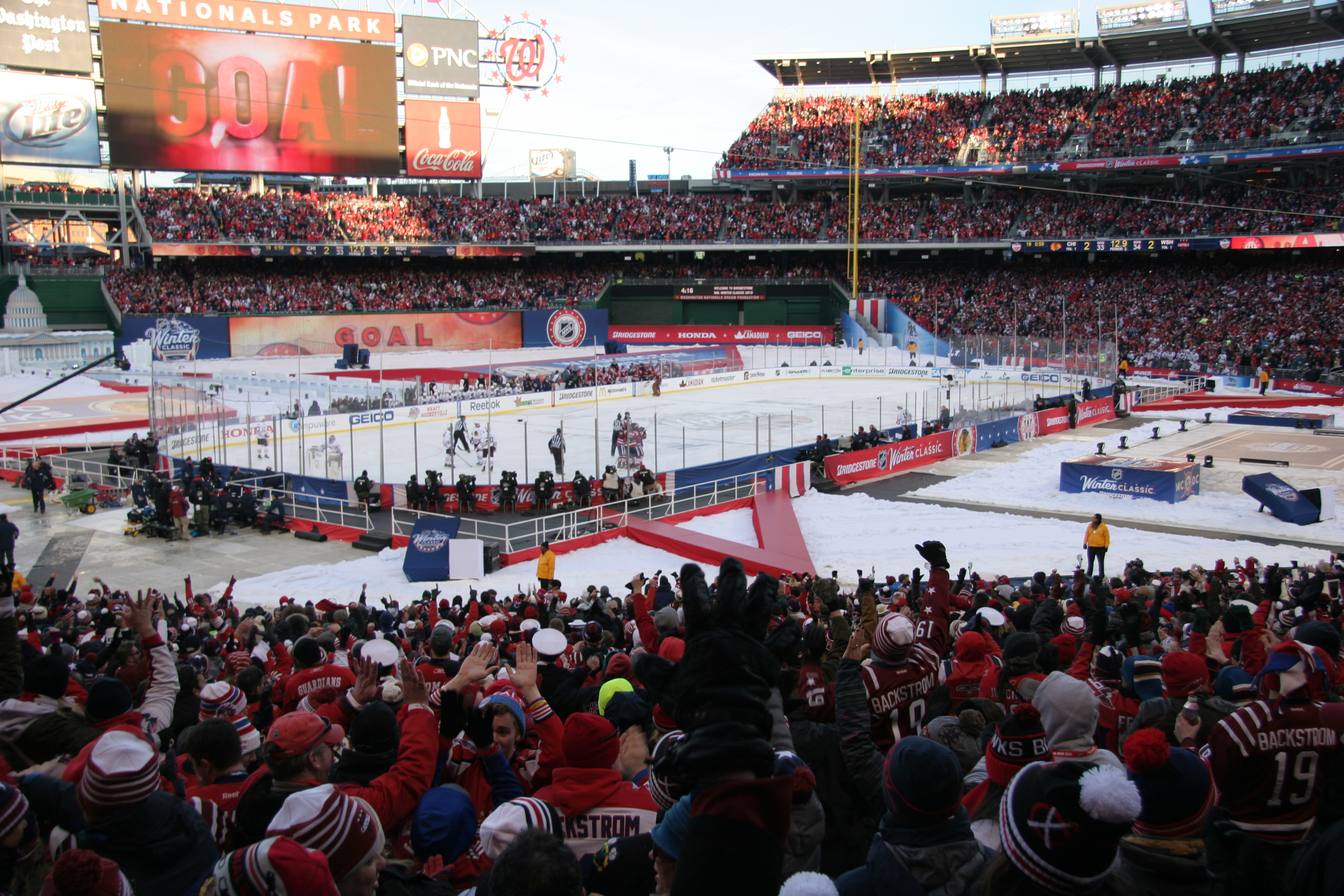
Vista del National Park dopo il gol partita di Brouwer.

- Chicago Blackhawks: Tim Erixon, Joakim Nordström
- Washington Capitals: André Burakovsky, Nate Schmidt

### Migliori giocatori della partita
- 1º: Aleksandr Ovečkin - 1 gol, 1 assist -  Washington Capitals
- 2°: Patrick Sharp - 1 gol -  Chicago Blackhawks
- 3º: Troy Brouwer - 1 gol -  Washington Capitals